# Klaus Wachsmann
Klaus Philipp Wachsmann (ur. 8 marca 1907 w Berlinie, zm. 17 lipca 1984 w Tuckingmill w hrabstwie Wiltshire) – niemiecki etnomuzykolog.

## Życiorys
W latach 1930–1932 studiował prawo, muzykologię i muzykologię porównawczą na Uniwersytecie Berlińskim, gdzie do grona jego wykładowców należeli Curt Sachs, Friedrich Blume, Arnold Schering i Erich Moritz von Hornbostel. Po dojściu nazistów do władzy w 1933 roku wyjechał z Niemiec. Kontynuował studia na uniwersytecie we Fryburgu, gdzie w 1935 roku uzyskał tytuł doktora na podstawie dysertacji Untersuchungen zum vorgregorianischen Gesang (wyd. Ratyzbona 1935). Następnie podjął studia w zakresie języków bantu w School of Oriental and African Studies w Londynie. W 1937 roku na zaproszenie Church Mission Society wyjechał do Ugandy, gdzie pozostał przez kilkanaście lat. Od 1948 do 1957 roku kierował Uganda Museum w Kampali, dokonał około 1500 roku nagrań terenowych wśród rdzennych plemion. W latach 1958–1963 pełnił funkcję kustosza zbiorów etnologicznych Wellcome Foundation w Londynie. Wykładał na Uniwersytecie Kalifornijskim w Los Angeles (1963–1968), Northwestern University w Evanston (1968–1975) i University of Texas w Dallas (1976–1977). Wspólnie z Maud Karpeles założył w 1948 roku Folk Music Council, w latach 1973–1977 był jego przewodniczącym. Od 1955 roku działał także w Society of Ethnomusicology i w latach 1967–1969 był jego prezesem.
W swojej pracy naukowej zajmował się tradycyjną muzyką afrykańską. Rozwinął studia analityczne nad muzyką i instrumentami plemiennymi, był jednym z pionierów nagrań terenowych. Opublikował pracę Folk Musicians in Uganda (Kampala 1956). Charles Seeger poświęcił mu tom esejów Essays for a Humanist: An Offering to Klaus Wachsmann (Nowy Jork 1977).